# Brac del Borbonès
El Brac del Borbonès és una raça francesa de gos de caça originària del Borbonès.

## Història
Al Brac del Borbonès se'l coneixia ja el 1598 com a gos «hàbil per a la caça de la perdiu» (Història Natural d'Aldrovandi, Biblioteca Nacional). Els autors antics el descriuen com a agradable company del caçador, d'aspecte i salut robusta, amb la cua curta de naixement, amb el pelatge de fons blanc, complet i finament clapejat de marró clar o esquitxat de lleonat.
Per llarg temps els criadors han volgut imposar un pelatge original de color «morat destenyit» i que els gossos tinguessin obligatòriament la cua curta de naixement. Una selecció tan estricta, relacionada amb factors secundaris, no pot imposar-se-li a una raça que disposa d'un nombre d'exemplars reduït, i que d'altra banda està sotmesa a proves de treball. El resultat d'aquesta selecció al revés va tenir com a conseqüència una desafecció total per part dels criadors: del 1963 al 1973 no va haver-hi cap inscripció en el L.O.F.
El 1970, sota la direcció de Michel Comte, un equip de criadors es va imposar la missió d'aconseguir la supervivència del Brac del Borbonès. En l'actualitat, gràcies a una selecció prudent i eficaç, això és un fet, a la qual cosa se li suma l'experiència que permet evitar els errors del passat.

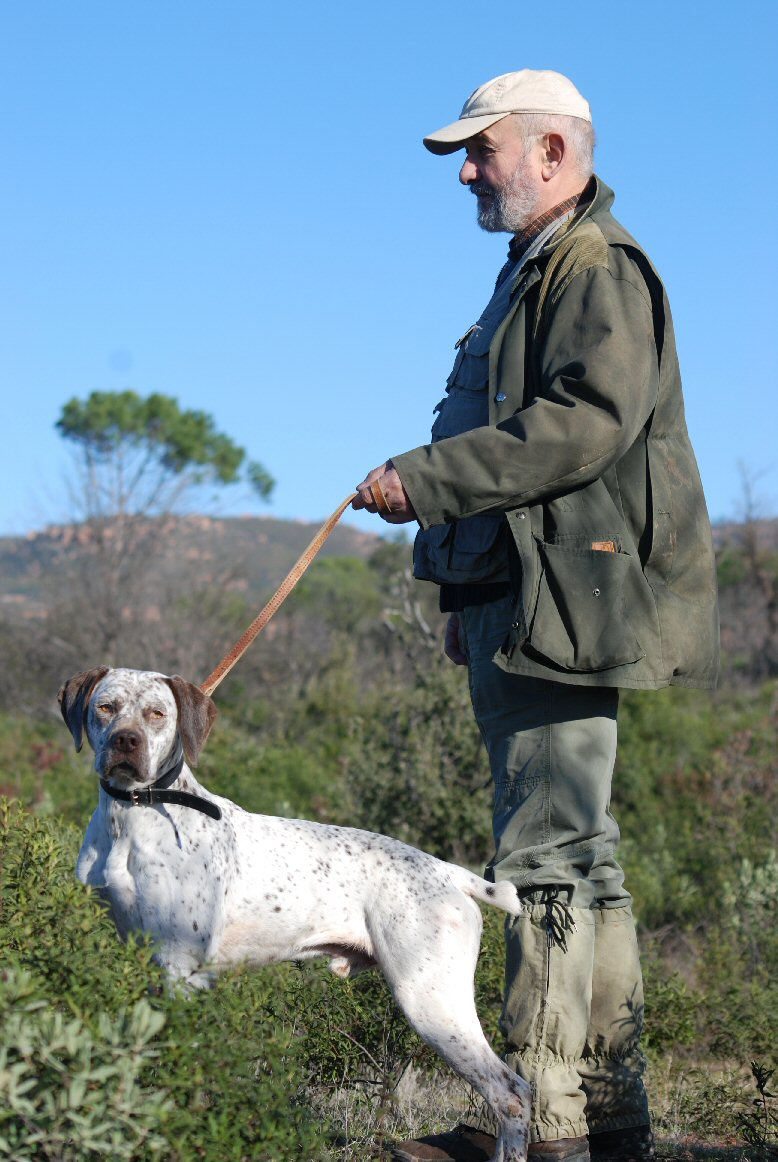
Michel Comte amb el seu Brac del Borbonès, Vrac du Rocher donis Jastres, 2008.

## Descripció de la raça
Bracoide de mostra, de pèl ras, grandària mitjana, ben proporcionat, musculós, donant una impressió de robustesa i de força, encara que també d'elegància; la femella és una mica menys robusta i més elegant.

## Proporcions
La longitud del cos és igual o amb prou feines superior a l'altura a la creu. L'altura del pit és igual o lleument superior a la meitat de l'altura a la creu. La longitud del musell és igual o lleugerament inferior a la del crani.

## Mesures
- Altura a la creu:

En els mascles de 51 a 57 cm.
En les femelles de 48 a 55 cm.
S'admet una variació de més o menys 1 cm en exemplars que siguin típics de la raça.
- Pes:

En els mascles de 18 a 25 kg.
En les femelles de 16 a 22 kg.